# المعهد العالي للإدارة والتكنولوجيا
المعهد العالي للإدارة والتكنولوجيا، فرع لمعهد Management And Technological Canadian Institute (MATCI). هو مؤسسة مصرح لها بموجب القانون من وزارة التربية الوطنية والتعليم العالي وتكوين الكوادر والبحث العلمي، ويشمل المعهد العالي للإدارة والتكنولوجيا المجالات التدريبية التالية: إدارة الأعمال، وتكنولوجيا المعلومات، والوسائط المتعددة، والضيافة والسياحة.

## نظرة عامة على MATCI
يقدم MATCI برامج للحصول على البكالوريوس +5، البكالوريوس، الشهادة والماجستير. يتم تقديم البكالوريوس +5 وفقًا لنمطين: في النهار للمرشحين الحاصلين على شهادة البكالوريا، وفي المساء عن طريق تجميع الشهادات للعملاء الذين يعملون بالفعل.
ستتيح اتفاقيات التعاون المبرمة بين MATCI وشركائها الكنديين للطلاب الاستفادة من برامج التبادل والتنقل بين كندا والمغرب..

## البرامج

### البكالوريا +5
تقدم MATCI 5 برامج البكالوريا +5 في إدارة الأعمال:
- تسويق .
- التمويل .
- إدارة الموارد البشرية .
- إدارة العمليات والإنتاج .
- إدارة التقنيات ونظم المعلومات .

### سادة
- تسويق .
- التمويل .
- إدارة الموارد البشرية .
- إدارة العمليات والإنتاج .
- إدارة التقنيات ونظم المعلومات .

### دورة التخرج
- إدارة الأعمال .
- إدارة التنمية المستدامة .

### التكوين المستمر
يقوم MATCI بمرافقة الطلاب طوال مسيرتهم المهنية عن طريق توفير أحدث المعارف والتقنيات المطورة في أمريكا الشمالية، مما يمكنهم من تعزيز مهاراتهم بشكل منتظم والحفاظ على قدرتهم التنافسية.

## الحياة الطلابية

### BDE: مكتب الطلاب
يجمع مكتب الطلاب (BDE) جميع طلاب معهد MATCI. لديه أهداف تساهم في تطوير المهارات المهنية والاجتماعية لأعضائه وتعزيز فتحهم تجاه بيئتهم، من خلال تنظيم أنشطة أكاديمية وعلمية واقتصادية وثقافية واجتماعية.

## الشراكه
تقوم MATCI بتطوير برامجها بالتعاون مع المؤسسات الكندية.</br> أبرمت الشراكات مع المؤسسات التالية :
- الكلية العالمية.
- جامعة شيربروك (برنامج التبادل الطلابي).
- تلوق

## روابط خارجية
- موقع المعهد العالي للإدارة والتكنولوجيا